# خانواده راکت ای‌آراس
خانواده راکت اِی‌آراِس گروهی از راکت‌ها بود که در دهه ۱۹۳۰ (میلادی) توسط انجمن راکت آمریکا توسعه پیدا کردند. بر پایه راکت میراک آلمان، راکت ای‌آراس از موشک با سوخت مایع استفاده می‌کرد که سوخت موشک آن اکسیژن مایع و بنزین بود. نخستین پرتاب موفق، ای‌آراس-۲ در ۱۴ مه ۱۹۳۳ (میلادی) بود. با گذر زمان، طراحی و کارایی راکت‌ها بهبود پیدا کردند. آخرین راکت ای‌آراس در ۹ مه ۱۹۳۷ (میلادی) پرتاب شد.